# Pseudocaule

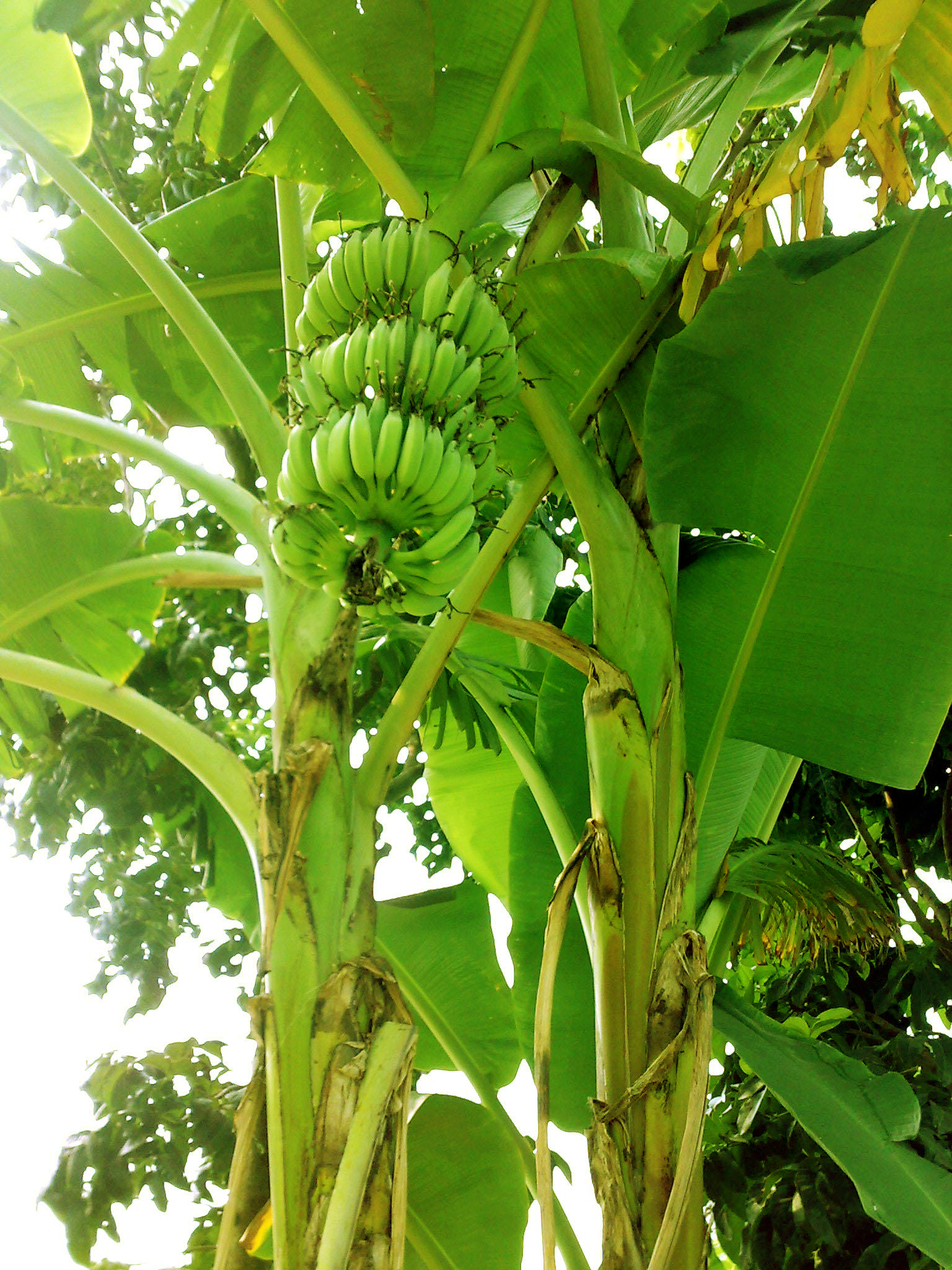
Pseudocaules das bananeiras

Pseudocaule é um termo botânico que se refere a falsos caules, por exemplo, as bananeiras não tem um caule verdadeiro pois este é composto apenas por restos de suas grandes bainhas foliares superpostas.
Outro exemplo é o falso caule das orquídeas, também chamado caule secundário, uma estrutura muito variável que pode ser composta por pseudobulbos, ou ramicaules, os quais brotam do caule primário, ou rizoma, e dão origem às folhas e, normalmente, também às flores.